# حمود بن محمد
السلطان السير حمود بن محمد بن سعيد البوسعيد سلطان زنجبار السابع الذي حكم من الفترة من (27 اغسطس 1896 - 18 يوليو 1902)، ولد عام 1853، وقد حكم السلطنة وهي تحت الحماية البريطانية.
حكم السلطان حمود مدعوما من القنصل البريطاني السير باسيل كيف، فبعد وفاة السلطان حمد بن ثويني لم يتمكن من دخول قصر الحكم حيث تم احتلاله من قبل السلطان خالد بن برغش المطالب بعرش السلطنة، حيث تم تنصيب نفسه واعلانه سلطانا على زنجبار مما أثار حفيظة الإنجليز الذين رفضوا هذا التنصيب واعتبروه تمردا وخروجا عن المعاهدة المتفق بها، حيث طالبوه باليوم التالي 26 اغسطس 1896 بالخروج من القصر وتسليمه لهم ابتداء من الساعة ال9:00 صباحا من يوم 27 أغسطس. ولما رفض الامتثال للأوامر بدأت البحرية بقصف القصر وأماكن أخرى مهمة بالمدينة، مما سبب لها بالدمار وهروب خالد ورجاله من القصر، ومن ثم نفيه بعد ذلك. طبقا لموسوعة غينيس للأرقام القياسية فإن تلك الحرب تعتبر أقصر حرب على مر التاريخ، وفي ذات اليوم تم تنصيب حمود كسلطان للبلاد، مدينا لها بالفضل أكثر من أي وقت مضى.
امتثل حمود لمطالب الإنجليز بحظر الرق نهائيا في زنجبار، وأن جميع الرقيق سيعتقون. وقد كرمته الحكومة البريطانية جراء ذلك وقلد وسام الفارس الكبير (GCSI) من الملكة فيكتوريا بتاريخ 20 أغسطس 1898 م. وقد ارسل ابنه علي بن حمود إلى هارو (Harrow) بلندن للدراسة.

## اسرته
هو أكبر أبناء السيد محمد بن سعيد بن سلطان البوسعيد زوجته السيدة خنفورة بنت السلطان ماجد بن سعيد ولديه منها 10 أبناء:
- السلطان علي بن حمود.
- السيد ماجد بن حمود. توفي في حياة والده عام 1899 م.
- السيد سعود بن حمود.
- السيد تيمور بن حمود.
- السيد فيصل بن حمود.
- السيد محمد بن حمود.

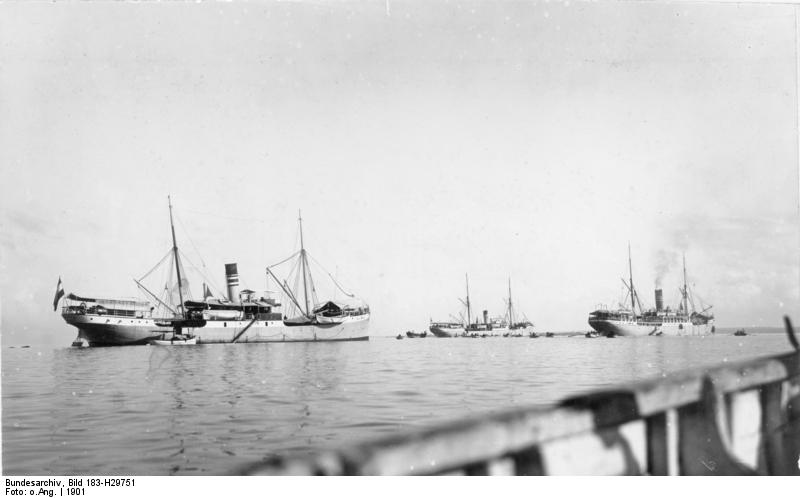
سفينة تجارية الألمانية على خط شرق أفريقيا متواجدة في ميناء زنجبار في عام 1901

- السيدة معتوقة بنت حمود، وقد تزوجت من السلطان خليفة بن حارب.
- السيدة بشان بنت حمود، زوجة السيد سعيد بن علي بن سعيد.
- السيدة بوران بنت حمود.
- السيدة حكيمة بنت حمود.